# Großsteingrab Søsum By 3
Das Großsteingrab Søsum By 3 war eine megalithische Grabanlage der jungsteinzeitlichen Nordgruppe der Trichterbecherkultur im Kirchspiel Stenløse in der dänischen Kommune Egedal. Es wurde im 19. oder frühen 20. Jahrhundert zerstört.

## Lage
Das Grab lag ostsüdöstlich von Søsum und südwestlich von Vindekilde auf einem Feld. In der näheren Umgebung gibt bzw. gab es zahlreiche weitere megalithische Grabanlagen.

## Forschungsgeschichte
Im Jahr 1875 führten Mitarbeiter des Dänischen Nationalmuseums eine Dokumentation der Fundstelle durch. Zu dieser Zeit war die Anlage nur noch in Resten erhalten. Irgendwann später wurde sie vollständig abgetragen.

## Beschreibung
Die Anlage besaß eine runde Hügelschüttung unbekannter Größe, von der 1875 nur noch Reste erhalten waren, die mit Feuerstein-Grus bedeckt waren. Über eine mögliche steinernen Umfassung ist nichts bekannt. Der Hügel enthielt eine Grabkammer, die wohl als Dolmen anzusprechen ist. 1875 waren noch drei Wandsteine erhalten. Zu den Maßen  und der Orientierung der Kammer liegen keine Angaben vor.